# Blog spam
Thuật ngữ Spam in blogs đôi khi còn được gọi là blog spam hay comment spam có nghĩa là làm những bình luận trong blog giống hệt nhau với nội dung như là: những từ dùng để chỉ những ý kiến, những phản hồi hoàn toàn vô giá trị, chứa đầy link tới các trang web khác nhằm mục đích quảng cáo... khiến chủ nhân blog cảm thấy khó chịu. Việc này có thể làm hỏng hóc blog của người khác, vì thế spam comment cũng có lợi như để trả thù.